# Eusimonia cornigera
Espèce
Eusimonia cornigera est une espèce de solifuges de la famille des Karschiidae.

## Distribution
Cette espèce est endémique du Maroc.

## Publication originale
- Panouse, 1955 : Un solifuge nouveau du Maroc:Eusimonia cornigera sp. n. (Karschiidae). Bulletin de la Société des Sciences Naturelles et Physiques du Maroc, vol. 34, p. 343–350.